# Wieskirche
Wieskirche este o biserică în stil baroc târziu (rococo) situată în locul numit Wies (în trad. "Pajiște"), pe teritoriul comunei Steingaden, landul Bavaria. Ea a fost construită între anii 1745-1754 de frații Johann Baptist Zimmermann și Dominikus Zimmermann, în cinstea Patimilor Mântuitorului.
Locul devine un punct de pelerinaj de la data de 14 iunie 1738, după ce țăranca Maria Lory ar fi văzut lacrimi în ochii statuii lui Isus, într-o capelă de pe câmp.
Între anii 1745-1754 frații Zimmermann construiesc biserica de azi, în stil rococo, sub conducerea starețului Marinus II. Mayer. Pictura din altar este realizată de pictorul de curte Balthasar August Albrecht. Statuile sfinților Ieronim, Ambroziu, Augustin și Grigore cel Mare sunt opera sculptorului Anton Sturm din Tirol. Orga a fost construită în 1957 de meșterul Schmid, fiind așezată pe suportul vechi a lui Johann Georg Hörterich.
În timpul secularizării averilor bisericești din secolul al XIX-lea, biserica a fost planificată pentru licitare și demolare. Salvarea ei s-a datorat faptului că biserica era un loc de pelerinaj al țăranilor din regiune.
În anul 1983 biserica a fost declarată patrimoniu mondial UNESCO, costul restaurării cifrându-se la suma de 10,5 milioane DM (mărci germane).
În prezent este vizitată anual de peste un milion de oameni. Aici au loc și concerte bisericești. Sărbătoarea cea mai mare are loc anual în prima duminică după data de 14 iunie, când se aniversează data primului pelerinaj religios.

## Galerie de imagini

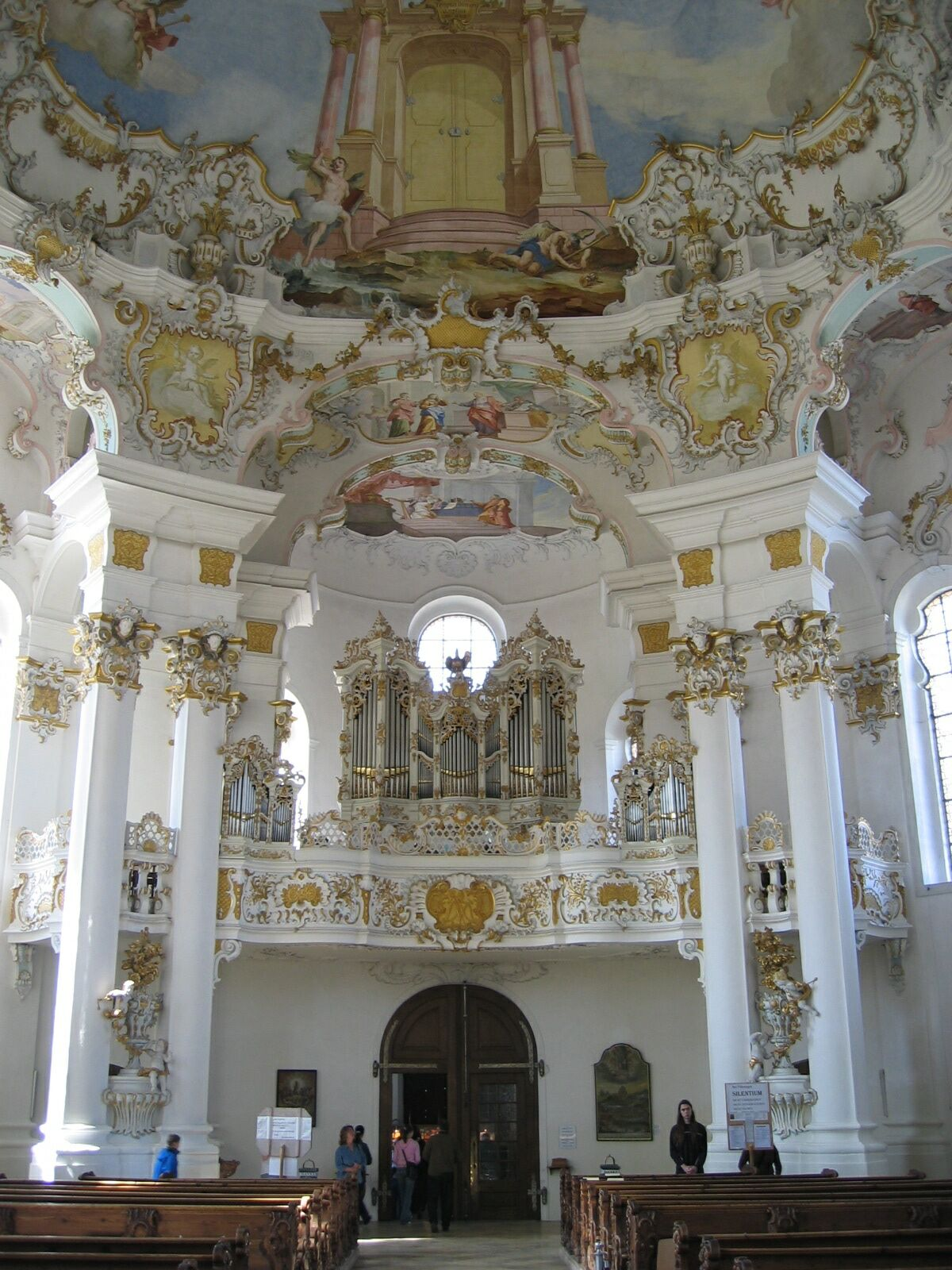
Partea de vest a bisericii
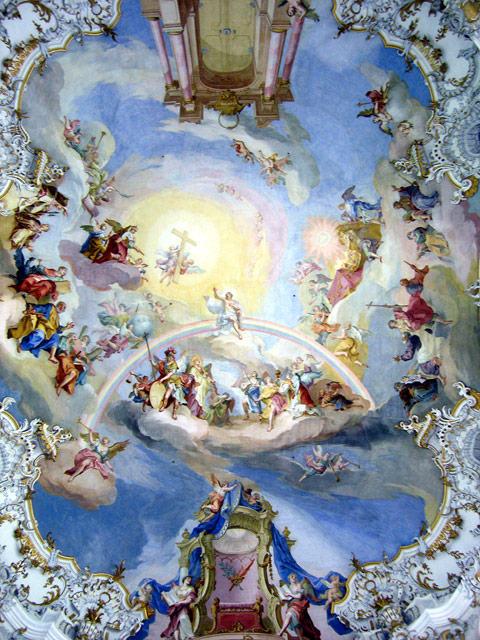
Fresca din cupolă
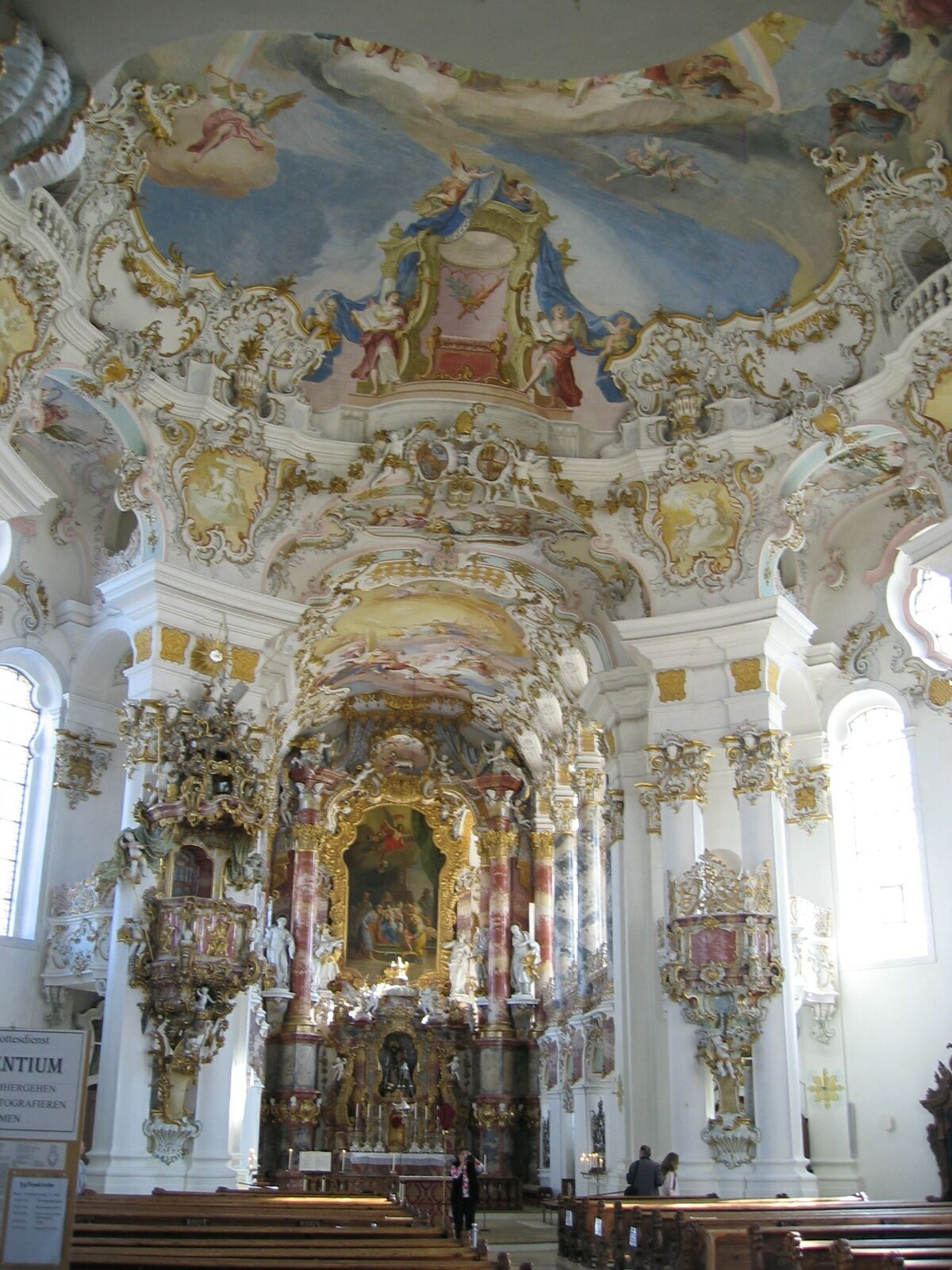
Altarul

Coordonate: 47° 41' N, 10° 54' O